# Otto Lecher

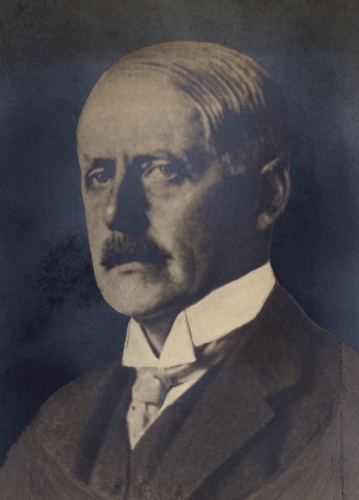
Otto Lecher

Otto Herrmann Lecher (* 6. Jänner 1860 in Wien, Landstraße; † 20. Jänner 1939 in Leopoldsdorf im Marchfelde) war ein österreichischer Politiker der Deutschen Fortschrittspartei bzw. ab 1918 der Deutschnationalen Partei.

## Leben
Otto Lecher war der Sohn des Schriftstellers und Journalisten Konrad Zacharias Lecher (1829–1905), Herausgeber und Chefredakteur der Wiener Zeitung Neue Freie Presse. Sein Bruder war der Physiker Ernst Lecher. Nach dem Besuch der Volksschule ging er an das Akademische Gymnasium in Wien. Ab 1877 studierte er an der Universität Wien zunächst Philosophie, dann Rechtswissenschaft und wurde 1885 zum Dr. iur. promoviert. Ab 1881 arbeitete er als Konzeptspraktikant bei der Brünner Handels- und Gewerbekammer, 1888 wurde er deren Sekretär-Stellvertreter und von 1899 bis zum Eintritt in den Ruhestand 1906 war er ihr Sekretär.
1887 ehelichte er in Brünn Ernestine geb. Krackhardt († 1922), gemeinsam betätigten sie sich auch alpinistisch. Der Orthopäde Adolf Lorenz war sein Schwager.

## Politische Funktionen
- 1897–1907: Abgeordneter des Abgeordnetenhauses im Reichsrat (IX. und X. Legislaturperiode), Kurie Städte; Region Brünn; Kronland Mähren; Klub der Deutschen Fortschrittspartei
- 1907–1918: Abgeordneter des Abgeordnetenhauses im Reichsrat (XI. und XII. Legislaturperiode), Wahlbezirk Mähren (deutsch) 1 (Stadt Brünn 1., 3. und 4. Bezirk); Deutschfortschrittliche Vereinigung, ab 1910 Deutscher Nationalverband, ab 1917 Deutschnationale Vereinigung

## Politische Mandate
- 21. Oktober 1918 bis 16. Februar 1919: Mitglied der Provisorischen Nationalversammlung, DnP